# Aliens: Meltdown
Aliens: Meltdown è un mini fumetto pubblicato dalla Dark Horse Comics nel 1992. È stato incluso esclusivamente con l'action figure del Sgt. Drake prodotta dalla Kenner Products. La storia è stata scritta da Dan Jolley, illustrata da Rick Hoberg, inchiostrata da Ian Akin, lettered da Dan Nakrosis e curata da Dan Thorsland. La copertina è opera di Joe Phillips.
Meltdown fa parte della serie Aliens: Space Marines, una serie di mini-fumetti inclusi esclusivamente con alcuni giocattoli delle serie Aliens e Aliens vs. Predator della Kenner. Si tratta del quinto fumetto della serie, continua la storia iniziata in Aliens: Jungle Attack e la sua storia prosegue nel fumetto successivo, Aliens: Showdown.

## Trama
Raggiunto l'albero sulla cui cima si trova il nido dei Gorilla Aliens, il Sgt. Drake salva Ripley dalle grinfie di una delle creature sparando al ramo su cui esse si trovano. Ora riunita, la squadra inizia a distruggere il nido. Quando vengono attaccati da una regina si accorgono con orrore di essere a corto di munizioni per poterla sconfiggere. Fortunatamente arriva Bishop con un'astronave di salvataggio che cattura la regina in una cella di contenimento e la scarica dentro un vulcano attivo. Soddisfatti del lavoro svolto, i Marines progettano di tornare sulla Terra per un po' di tempo. Essi ignora che un uovo alieno è sopravvissuto e viene trovato da uno dei gorilla alieni nativi del pianeta.

## Curiosità
È interessante notare che, ad un certo punto, Drake afferma che i Gorilla Aliens sono "brutti quasi come i miei vecchi compagni di cella". Questo rimanda a quanto affermato  in Aliens - Scontro finale che parte dei marines si sono arruolati solamente per sfuggire ad una condanna lunga.